# 닐루카 카루나라트네
닐루카 카루나라트네(싱할라어: නිලූක කරුණාරත්න 닐루카 카루나라트나, 타밀어: நிலுக கருணாரத்ன 닐루카 카루나라트나, 1985년 2월 13일 ~ )는 스리랑카의 배드민턴 선수이다.

## 올림픽 성적

### 2012년 하계 올림픽남자 단식
| 선수                | 종목 | 그룹/예선            | 그룹/예선     | 그룹/예선     | 그룹/예선 | 16강                 | 8강           | 준결승        | 결승/3위 결정전 | 결승/3위 결정전 |
| 선수                | 종목 | 상대선수 결과        | 상대선수 결과 | 상대선수 결과 | 순위      | 상대선수 결과        | 상대선수 결과 | 상대선수 결과 | 상대선수 결과   | 순위            |
| 닐루카 카루나라트네 | 단식 | T. 케니치 승 (2 - 0) | 경기 없음     | 경기 없음     | 1 Q       | P. 카시얍 패 (1 - 2) | 진출 실패     | 진출 실패     | 진출 실패       | 진출 실패       |

### 2016년 하계 올림픽남자 단식
| 선수                | 종목 | 그룹/예선     | 그룹/예선     | 그룹/예선     | 그룹/예선 | 16강          | 8강           | 준결승        | 결승/3위 결정전 | 결승/3위 결정전 |
| 선수                | 종목 | 상대선수 결과 | 상대선수 결과 | 상대선수 결과 | 순위      | 상대선수 결과 | 상대선수 결과 | 상대선수 결과 | 상대선수 결과   | 순위            |
| 닐루카 카루나라트네 | 단식 | L. 천         | K. 코르돈     | A. 지오클코   |           |               |               |               |                 |                 |